# Miglior giocatore offensivo dell'anno della NFL
L'NFL Offensive Player of the Year è il trofeo assegnato dall'Associated Press al miglior giocatore offensivo della stagione nella National Football League. Il premio è stato assegnato a partire dalla stagione 1972.

## Selezione
Il vincitore viene scelto da un giuria composta da 50 giornalisti sportivi che seguono regolarmente la National Football League, selezionati dall'Associated Press in modo da coprire uniformemente tutti i media (carta stampata, televisione, radio e web) e che raccontino la NFL su base nazionale, ossia non avendo conoscenza specifica di una singola squadra ma dell'intero campionato.
Il sistema di votazione adottato, comune per tutti i premi assegnati dall'Associated Press per la NFL, fino al 2021 prevedeva che ogni giornalista indicasse il suo candidato e venisse quindi eletto vincitore il più votato, portando questo negli anni a risultati non sempre largamente condivisi dalla giuria. A partire invece dalla stagione 2022 il sistema di voto adottato prevede che ogni giornalista esprima le sue tre prime scelte e quindi il vincitore determinato da tutti i voti ricevuti, pesati in base alla posizione assegnata. Tale sistema se da un lato permette di indicare oltre al vincitore anche il secondo e terzo classificato, dall'altro può produrre che il vincitore non sia necessariamente quello più votato come prima scelta dalla maggioranza dei 50 giornalisti.
Dalla stagione 2011 il premio viene conferito nel corso della cerimonia annuale degli NFL Honors che si tiene nei giorni precedenti il Super Bowl.

## Giocatori più premiati
I giocatori che hanno vinto il maggior numero di volte sono Marshall Faulk e Earl Campbell entrambi con 3 vittorie consecutive a testa. A seguire, con due vittorie, Jerry Rice, Tom Brady, Barry Sanders, Terrell Davis, Drew Brees e Peyton Manning.
Al 2024 la grande maggioranza dei vincitori sono running back (28) o quarterback (20), mentre sono solo quattro i wide receiver che hanno ricevuto questo premio: Jerry Rice, Michael Thomas, Cooper Kupp e Justin Jefferson.
Sempre al 2024 nelle 53 edizioni del premio in 28 casi i vincitori hanno anche vinto per la stessa stagione il premio di NFL Most Valuable Player.

## Albo d'oro

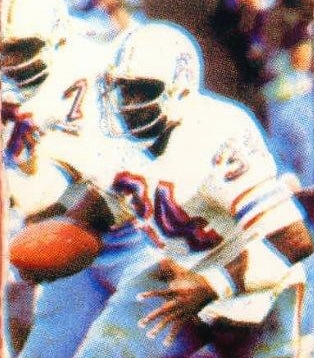
Il running back Earl Campbell premiato per tre volte dal 1978 al 1980

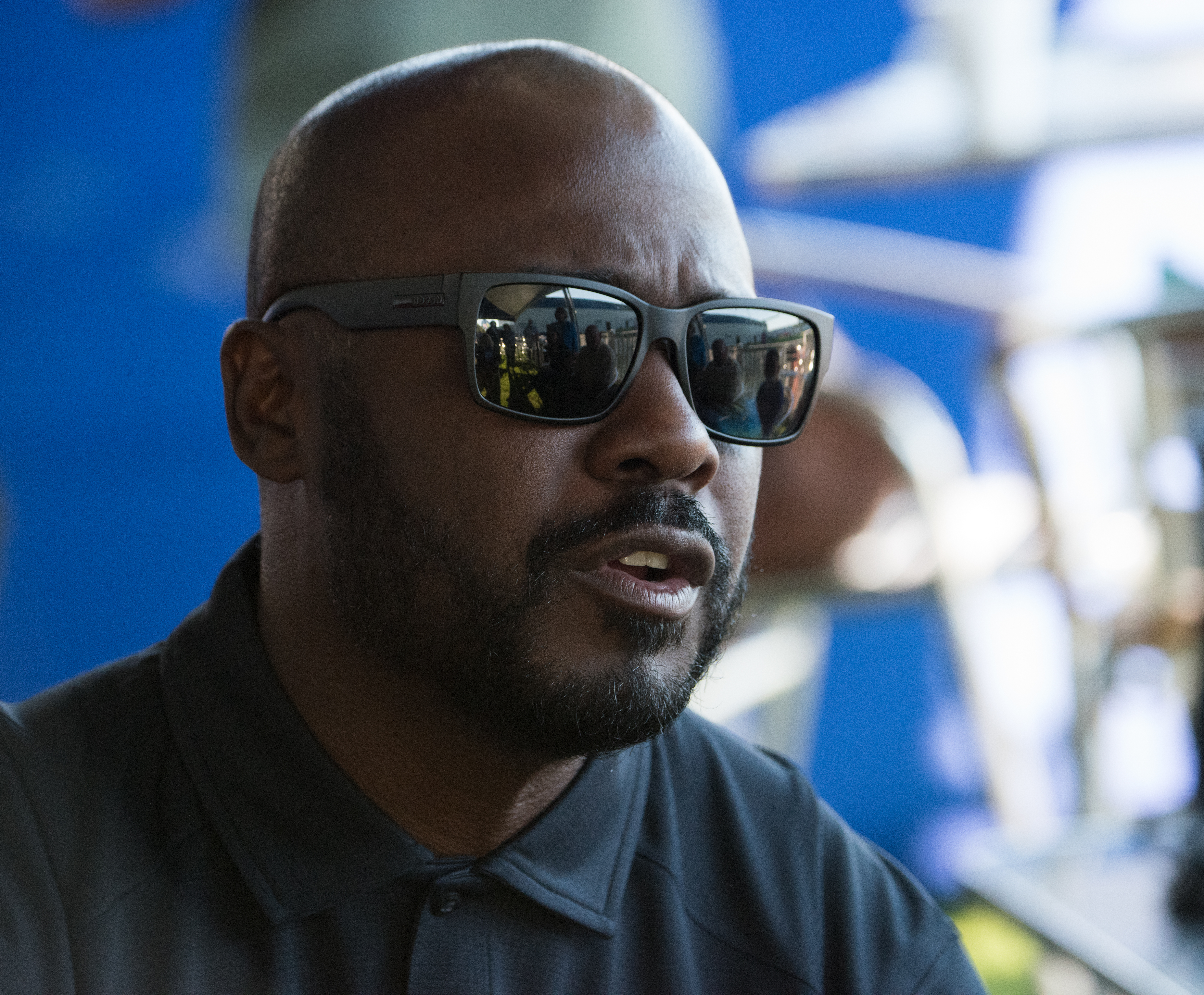
Marshall Faulk vincitore del premio per tre stagioni di fila dal 1999 al 2001

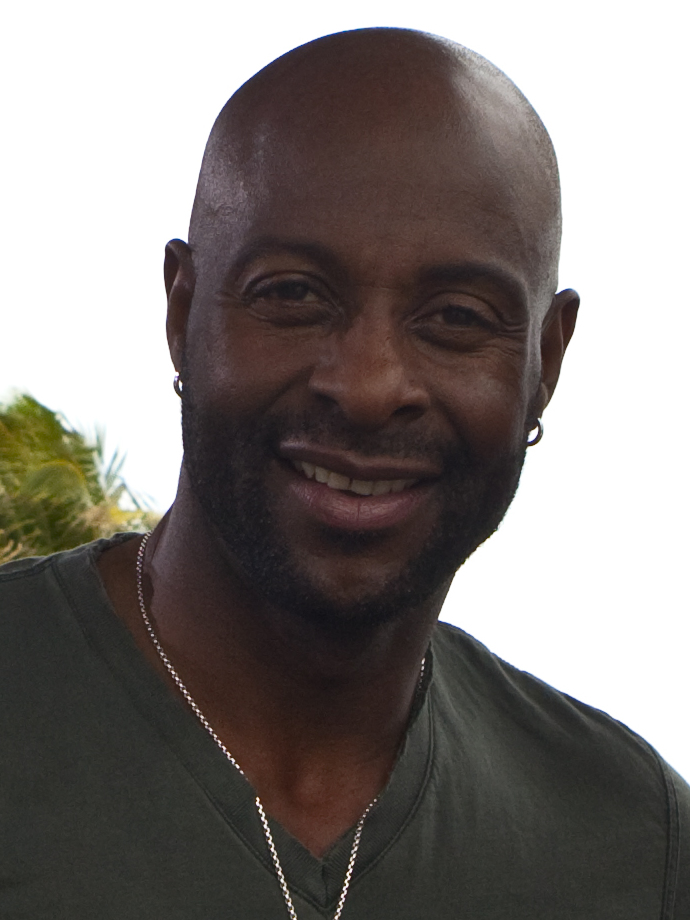
Jerry Rice, primo wide receiver a vincere il premio

Vincitore per la stessa stagione del premio NFL Most Valuable Player
| Stagione | Vincitore           | Ruolo         | Squadra              | Note   |
| -------- | ------------------- | ------------- | -------------------- | ------ |
| 1972     | Larry Brown         | Running back  | Washington Redskins  | [ 8 ]  |
| 1973     | O. J. Simpson       | Running back  | Buffalo Bills        | [ 9 ]  |
| 1974     | Ken Stabler         | Quarterback   | Oakland Raiders      | [ 10 ] |
| 1975     | Fran Tarkenton      | Quarterback   | Minnesota Vikings    |        |
| 1976     | Bert Jones          | Quarterback   | Baltimore Colts      |        |
| 1977     | Walter Payton       | Running back  | Chicago Bears        |        |
| 1978     | Earl Campbell       | Running back  | Houston Oilers       |        |
| 1979     | Earl Campbell (2)   | Running back  | Houston Oilers       |        |
| 1980     | Earl Campbell (3)   | Running back  | Houston Oilers       |        |
| 1981     | Ken Anderson        | Quarterback   | Cincinnati Bengals   |        |
| 1982     | Dan Fouts           | Quarterback   | San Diego Chargers   |        |
| 1983     | Joe Theismann       | Quarterback   | Washington Redskins  |        |
| 1984     | Dan Marino          | Quarterback   | Miami Dolphins       |        |
| 1985     | Marcus Allen        | Running back  | L.A. Raiders         | [ 11 ] |
| 1986     | Eric Dickerson      | Running back  | Los Angeles Rams     |        |
| 1987     | Jerry Rice          | Wide Receiver | San Francisco 49ers  |        |
| 1988     | Roger Craig         | Running back  | San Francisco 49ers  |        |
| 1989     | Joe Montana         | Quarterback   | San Francisco 49ers  |        |
| 1990     | Warren Moon         | Quarterback   | Houston Oilers       |        |
| 1991     | Thurman Thomas      | Running back  | Buffalo Bills        |        |
| 1992     | Steve Young         | Quarterback   | San Francisco 49ers  |        |
| 1993     | Jerry Rice (2)      | Wide receiver | San Francisco 49ers  |        |
| 1994     | Barry Sanders       | Running back  | Detroit Lions        |        |
| 1995     | Brett Favre         | Quarterback   | Green Bay Packers    |        |
| 1996     | Terrell Davis       | Running back  | Denver Broncos       |        |
| 1997     | Barry Sanders (2)   | Running back  | Detroit Lions        |        |
| 1998     | Terrell Davis (2)   | Running back  | Denver Broncos       |        |
| 1999     | Marshall Faulk      | Running back  | St. Louis Rams       |        |
| 2000     | Marshall Faulk (2)  | Running back  | St. Louis Rams       |        |
| 2001     | Marshall Faulk (3)  | Running back  | St. Louis Rams       |        |
| 2002     | Priest Holmes       | Running back  | Kansas City Chiefs   |        |
| 2003     | Jamal Lewis         | Running back  | Baltimore Ravens     |        |
| 2004     | Peyton Manning      | Quarterback   | Indianapolis Colts   |        |
| 2005     | Shaun Alexander     | Running back  | Seattle Seahawks     |        |
| 2006     | LaDainian Tomlinson | Running back  | San Diego Chargers   |        |
| 2007     | Tom Brady           | Quarterback   | New England Patriots |        |
| 2008     | Drew Brees          | Quarterback   | New Orleans Saints   |        |
| 2009     | Chris Johnson       | Running back  | Tennessee Titans     |        |
| 2010     | Tom Brady (2)       | Quarterback   | New England Patriots | [ 12 ] |
| 2011     | Drew Brees (2)      | Quarterback   | New Orleans Saints   | [ 13 ] |
| 2012     | Adrian Peterson     | Running back  | Minnesota Vikings    | [ 14 ] |
| 2013     | Peyton Manning (2)  | Quarterback   | Denver Broncos       | [ 15 ] |
| 2014     | DeMarco Murray      | Running back  | Dallas Cowboys       | [ 16 ] |
| 2015     | Cam Newton          | Quarterback   | Carolina Panthers    | [ 17 ] |
| 2016     | Matt Ryan           | Quarterback   | Atlanta Falcons      | [ 18 ] |
| 2017     | Todd Gurley         | Running back  | Los Angeles Rams     | [ 19 ] |
| 2018     | Patrick Mahomes     | Quarterback   | Kansas City Chiefs   | [ 20 ] |
| 2019     | Michael Thomas      | Wide receiver | New Orleans Saints   | [ 21 ] |
| 2020     | Derrick Henry       | Running back  | Tennessee Titans     | [ 22 ] |
| 2021     | Cooper Kupp         | Wide receiver | Los Angeles Rams     | [ 23 ] |
| 2022     | Justin Jefferson    | Wide receiver | Minnesota Vikings    |        |
| 2023     | Christian McCaffrey | Running back  | San Francisco 49ers  | [ 24 ] |
| 2024     | Saquon Barkley      | Running back  | Philadelphia Eagles  | [ 25 ] |